# Lichtwaterreactor

Een BWR

Een PWR

Een lichtwaterreactor is een kernreactor die werkt met gewoon, licht water als koelmiddel en als moderator.
Een dergelijke reactor werkt op verrijkt uranium.
De lichtwaterreactor staat in tegenstelling tot de zwaarwaterreactor, die op zwaar water werkt met natuurlijk uranium.
De eerste lichtwaterreactor was de boiling water reactor (BWR), waarbij het water kookt tot stoom. Een verdere ontwikkeling was de drukwaterreactor (PWR), waarbij het water onder druk niet kookt. Ondertussen bestaat er ook de advanced boiling water reactor (ABWR) als verdere ontwikkeling van de BWR.